# Big, Bigger, Biggest! The Best of Mr. Big
Big, Bigger, Biggest! The Best of Mr. Big ist ein Kompilationsalbum der US-amerikanischen Hard-Rock-Band Mr. Big. Veröffentlicht wurde die Kompilation auf Compact Disc von Atlantic Records am 25. November 1996 und im Jahr 2009 auf DVD-Audio wiederveröffentlicht.

## Titelliste
1. Daddy, Brother, Lover, Little Boy
2. Take Cover
3. Stay Together
4. Wild World
5. Green-Tinted Sixties Mind
6. Unnatural
7. Goin’ Where the Wind Blows
8. Not One Night
9. Rock and Roll Over
10. Promise Her the Moon
11. Seven Impossible Days
12. Nothing but Love (Live)
13. Just Take My Heart
14. Colorado Bulldog
15. To Be with You
16. Addicted to That Rush
17. I Love You Japan (Live) – (Bonus-Track)

## Rezeption
Kritiker Leslie Mathew von der Musikwebsite Allmusic bewertete das Album mit vier von fünf möglichen Sternen und vermerkt, dass diese Kompilation den Zwiespalt in der Band zwischen der Darbietung virtuoser Hard-Rock-Musiker mit dem gleichzeitigen Verlangen nach dem Erfolg eines Popmusikers darstelle. Während der Titel The Electric Drill Song die hervorragende Musikalität des Gitarristen Paul Gilbert und Bassisten Billy Sheehan zeige, handele es sich bei To Be with You lediglich um eine Ballade. Da die Gruppe es in dem Großteil ihrer Karriere verfehlt habe, gutes Songwriting und virtuose Kompositionen zu paaren, zeige Big, Bigger, Biggest! The Best of Mr. Big das Maximum von Mr. Big in einem Album. In Japan erreichte das Album Platz zwei der Album-Charts und wurde von der Recording Industry Association of Japan mit einer vierfachen Platinschallplatte ausgezeichnet. Laut Oricon verkaufte sich das Album in Japan mehr als eine Million Mal.

## Auszeichnungen für Musikverkäufe
| Land/Region           | Auszeichnungen für Musikverkäufe (Land/Region, Auszeichnung, Verkäufe) | Verkäufe  |
| --------------------- | ---------------------------------------------------------------------- | --------- |
| Hongkong (IFPI/HKRIA) | Platin                                                                 | 20.000    |
| Japan (RIAJ)          | 4× Platin                                                              | 1.000.000 |
| Insgesamt             | 5× Platin ·                                                            | 1.020.000 |